# Єврорегіон
Єврорегіо́н — організаційна юридично закріплена форма транскордонного регіонального співробітництва між територіальними громадами та/або органами державної влади прикордонних регіонів кількох держав зі спільним кордоном. Утворення єврорегіону є засобом активізації транскордонного діалогу держав-сусідів, формою пошуку ефективних шляхів співпраці самоврядних одиниць по різні боки кордонів. 
Єврорегіони зазвичай не підпорядковуються законодавчим чи урядовим установам, або не мають прямого політичного впливу. Їх робота обмежується компетенцією місцевих та регіональних органів влади, які їх складають. Організовуються вони для просування спільних інтересів та співпрацюють задля загального блага прикордонного населення.

## Історія
Перший єврорегіон «Гронау» було створено 1958 року на німецько-нідерландському кордоні. 
Правові засади розвитку єврорегіонів визначені в Європейській рамковій конвенції про транскордонне співробітництво територіальних утворень та їх органів урядування (Мадрид, 1980). Україна приєдналася до Конвенції у 1993 році. Транскордонне співробітництво регулюється також Європейською хартією місцевого самоврядування 1985 року (ратифікована Верховною Радою України у 1997-у).
У загальноєвропейській системі пріоритетів єврорегіон розглядається як інструмент інтеграції держав через інтеграцію регіонів. Їх діяльність спрямовується на прискорення соціально-економічного розвитку регіонів і формування їх експортної спеціалізації, інфраструктурну підготовку для поглиблення співробітництва з Європейським Союзом, розвиток системи міжрегіональних зв’язків у сфері туризму, рекреації, охорони навколишнього природного середовища. Єврорегіони дають можливість розв’язувати проблеми національних меншин, можуть бути засобом вирішення територіальних претензій. До транскордонної співпраці залучено понад 30 держав, які утворили більше 70 єврорегіонів.

## Критерії
Критерії ідентифікації єврорегіонів, встановлені Асоціацією європейських прикордонних регіонів:
- об'єднання місцевих та регіональних органів влади з обох боків національного кордону, іноді з парламентською асамблеєю;
- транскордонне об'єднання із постійним секретаріатом та технічно-адміністративною командою із власними ресурсами;
- приватноправовий характеру, заснований на некомерційних асоціаціях чи фондах по обидва боки кордону, відповідно до чинного національного законодавства;
- публічно-правовий характер, який базується на міждержавних угодах.

## Єврорегіони на території України
Україна бере участь у створенні єврорегіонів з 1993 року. На кордонах України на сьогодні створено дев’ять єврорегіонів:
- 1993 — Єврорегіон «Карпати» — північні райони Румунії, кілька областей Угорщини, частина східної Словаччини, частина Підкарпатського воєводства Польщі, Львівська область, Закарпатська область, Івано-Франківська область і Чернівецька область України.
- 1995, 29 вересня — Єврорегіон «Буг» — Волинська область України, Холмське, Люблінське, Тарнобжезьке, Замостьське та Білопідляське воєводства Польщі та Брестська область Білорусі. Як асоційовані члени у складі української сторони 12 травня 2000 року до єврорегіону було прийнято Жовківський та Сокальський райони Львівської області України.
- 1998 — Єврорегіон «Нижній Дунай» — Одеська область України, повіт Кагул (Молдова), повіти Галац, Бреїла, Тульча (Румунія)
- 2000 — Єврорегіон «Верхній Прут» — Чернівецька та Івано-Франківська області України, Сучавський і Ботошанський повіти Румунії, Бричанський, Глоденський, Єдинецький, Окницький, Ришканський, Фалештський райони Молдови
- 2003 — Єврорегіон «Дніпро» — Чернігівська область України, Гомельська область Білорусі та Брянська область Росії — перший єврорегіон на пострадянському просторі, створений без участі країн-членів та кандидатів на вступ до Європейського Союзу
- 2003, 7 листопада — Єврорегіон «Слобожанщина»[ru] — Харківська область України та Бєлгородська область Росії
- 2007, 24 квітня — «Ярославна» — Сумська область України, Курська область Росії[2][3]
- 2008, 26 вересня — Чорноморський єврорегіон — Азербайджан, Албанія, Болгарія, Греція, Грузія, Молдова, Росія, Сербія, Румунія, Туреччина, Україна — утворено за ініціативою Ради Європи
- 2010, 29 жовтня — Єврорегіон «Донбас»[ru] — Луганська та Донецька  області України, Ростовська та Воронезька області Росії[4]

Україна розглядає інститут єврорегіонів як інструмент просторового розвитку і чинник процесу європейської інтеграції.

## Список єврорегіонів
Регіони, які співпрацюють, зазвичай мають різні (місцеві) назви у кожній країні-учасниці.

Регіони перераховано у алфавітному порядку за назвами.

Перераховані також конкретні країни-учасниці та рік створення єврорегіону.
| Назва єврорегіону (інші місцеві назви єврорегіону)                                                                                      | Країни–учасники                                                  | Заснування |
| --- | ---------------------------------------------------------------- | ---------- |
| Єврорегіон «Адріатика» | Албанія Боснія і Герцеговина Хорватія Італія Чорногорія Словенія | 2006       |
| Єврорегіон «Альпи» (середземноморський єврорегіон) Euroregione Alpi Mediterraneo Eurorégion Alpes-Méditerranée                          | Франція Італія                                                   | 2007       |
| Єврорегіон «Балканські гори» | Сербія Болгарія                                                  | 2006       |
| Єврорегіон «Балтика» Euroregion Baltija Euroregion Bałtyk                                                                               | Данія Литва Польща Росія Швеція                                  | 1998       |
| Єврорегіон «Беласиця» | Болгарія Греція Північна Македонія                               | 2003       |
| Єврорегіон «Бескиди» Euroregion Beskidy Euroregión Beskidy                                                                              | Чехія Польща Словаччина                                          | 2000       |
| Єврорегіон «Біловезька Пуща» Euroregion Puszcza Białowieska                                                                             | Білорусь Польща                                                  | 2002       |
| Єврорегіон «Буг» | Україна Білорусь Польща                                          | 1995       |
| Єврорегіон «Гельсінкі-Таллінн» (Тальсінкі)                                                                                              | Естонія Фінляндія                                                | 1999       |
| «Єврорегіон «Гронау»» Euregion Enschede-Gronau                                                                                          | Німеччина Нідерланди                                             | 1958       |
| Єврорегіон «Дніпро» | Україна Росія Білорусь                                           | 2003       |
| Єврорегіон «Дністер» | Україна Молдова                                                  | 2012       |
| Єврорегіон «Донбас» | Україна Росія                                                    | 2010       |
| Єврорегіон «Дрина-Сава-Маєвиця» | Боснія і Герцеговина Хорватія Сербія                             | 2003       |
| Єврорегіон «Ельба» EURORegion Elbe-Labe                                                                                                 | Чехія Німеччина                                                  | 1992       |
| Єврорегіон Естфолл-Богуслен/Дальсланд Grensekomiteen Østfold Bohuslän/Dalsland Gränskommittén Østfold - Bohuslän/Dalsland               | Норвегія Швеція                                                  | 1980       |
| Єврорегіон «Євромед» | Італія Франція Іспанія Греція Мальта Кіпр                        | 2004       |
| Єврорегіон «Зальцбург-Берхтесгаден-Траунштейн»                                                                                          | Австрія Німеччина                                                | 1993       |
| Єврорегіон «Західна Паннонія» | Австрія Угорщина                                                 | 1998       |
| Єврорегіон «Інн-Зальцах» Inn-Salzach EuRegio                                                                                            | Австрія Німеччина                                                | 1994       |
| Єврорегіон «Карелія» | Фінляндія Росія                                                  | 2000       |
| Єврорегіон «Карпати» Euroregion Bílé Karpaty Euroregión Biele Karpaty                                                                   | Чехія Словаччина                                                 | 2000       |
| Єврорегіон «Места» | Болгарія Греція                                                  | 1997       |
| Єврорегіон «Нижній Дунай» | Україна Румунія Молдова                                          | 1998       |
| Єврорегіон «Німан» Niemen (Nieman) Euroregion Euroregion Nemunas                                                                        | Білорусь Литва Польща Росія                                      | 1997       |
| Єврорегіон «Ниса-Лужицька» Euroregion Neisse-Nisa-Nysa Nysa, Nisa, Neisse Euroregion                                                    | Чехія Німеччина Польща                                           | 1991       |
| Єврорегіон «Нова Реція» Nova Raetia | Австрія Швейцарія                                                | ???        |
| Єврорегіон «Померанія» Euroregion Pomerania                                                                                             | Данія Німеччина Польща Швеція                                    | 1995       |
| Єврорегіон «Прадед» Euroregion Praděd Euroregion Pradziad                                                                               | Чехія Польща                                                     | 1997       |
| Єврорегіон «Рейн-Вааль» Euregio Rhein-Waal Euregio Rijn-Waal                                                                            | Німеччина Нідерланди                                             | 1973       |
| Єврорегіон «Рейн-Маас» Euregio Rhein-Maas-Nord Euregio Rijn-Maas-Noord                                                                  | Німеччина Нідерланди                                             | 1978       |
| Єврорегіон «Рудні гори» Euroregion Krušnohoří Euroregion Erzgebirge                                                                     | Чехія Німеччина                                                  | 1992       |
| Єврорегіон «Сілезія» | Чехія Польща                                                     | 1998       |
| Єврорегіон «Східний Сассекс/Приморська Сена/Сомма» (part of the Arc Manche regional network and assembly) Rives-Manche Region           | Франція Велика Британія                                          | 1993       |
| Єврорегіон «Татри» Euroregion Tatry Euroregión Tatry                                                                                    | Польща Словаччина                                                | 1994       |
| Єврорегіон «Тешинська Сілезія» Euroregion Tešínské Slezsko Euroregion Śląsk Cieszyński                                                  | Чехія Польща                                                     | 1998       |
| Єврорегіон «Шпрее-Ниса-Лужицька-Бубр» Sprewa-Nysa-Bóbr Euroregion                                                                       | Німеччина Польща                                                 | 1992       |
| Ересуннський регіон | Данія Швеція                                                     | 2000       |
| Карпатський єврорегіон Euroregiunea Carpatică Euroregion Karpacki Karpatský euroregión Kárpátok eurorégió                               | Україна Угорщина Польща Румунія Словаччина                       | 1993       |
| Маас-рейнський єврорегіон Euregio Maas-Rhein Euregio Maas-Rijn Eurégion Meuse-Rhin                                                      | Бельгія Німеччина Нідерланди                                     | 1976       |
| Чорноморський єврорегіон Euroregiunea Mării Negre Черноморски еврорегион                                                                | Болгарія Румунія                                                 | 2008       |
| Archipelago (islands) committee Interreg Saaristo Interreg Skärgården                                                                   | Фінляндія Швеція                                                 | 1978       |
| ARKO (Арвіка/Конгсвінгер) єврорегіон | Норвегія Швеція                                                  | 1978       |
| Аквітано–Басконійський єврорегіон | Франція Іспанія                                                  | 1982       |
| Баренце–Європейсько-Арктична рада Barentsrådet                                                                                          | Фінляндія Норвегія Росія Швеція                                  | 1993       |
| Bavarian forest - Bohemian Forest / Šumava euroregion Euroregio Bayerischer Wald-Böhmerwald/Sumava Euroregion Šumava-Bavorský les       | Австрія Чехія Німеччина                                          | 1994       |
| «BENEGO» (Belgisch-Nederlands Grensoverleg = Belgian-Dutch border consultation)                                                         | Бельгія Нідерланди                                               | 1980       |
| Бенілюкс-Middengebied Euroregion | Бельгія Люксембург Нідерланди                                    | 1984       |
| Biharia Euroregion Euroregiunea Biharia Biharia Eurorégió                                                                               | Румунія Угорщина                                                 | 2007 (???) |
| Central North committee Mittnordenkommittén                                                                                             | Фінляндія Норвегія Швеція                                        | 1977       |
| Cross-channel euroregion (part of the Arc Manche regional network and assembly) Kent & Nord Pas-de-Calais/Belgium Region Transmanche    | Бельгія Франція Велика Британія                                  | 1991       |
| Danube 21 euroregion | Болгарія Румунія Сербія                                          | 1992       |
| Danube–Drava–Sava Euroregion | Боснія і Герцеговина Хорватія Угорщина                           | 1998       |
| Danube–Criș–Mureș–Tisa Euroregion Euroregiunea Dunăre-Criş-Mureş-Tisa Duna-Körös-Maros-Tisza Eurorégió Evroregija Dunav-Kriš-Moriš-Tisa | Румунія Угорщина Сербія                                          | 1997       |
| Dobrava euroregion | Чехія Польща                                                     | 2001       |
| Egrensis Euroregion EuroRegio Egrensis                                                                                                  | Чехія Німеччина                                                  | 1993       |
| Ems Dollart Region Eems-Dollard Regio                                                                                                   | Німеччина Нідерланди                                             | 1977       |
| Eurobalkans | Болгарія Північна Македонія Сербія                               | 2002       |
| Euroace Euroregion Euroregião Alentejo-Região Centro-Extremadura Eurorregión Alentejo-Región Centro de Portugal-Extremadura             | Іспанія Португалія                                               | 2009       |
| Glacensis Euroregion Euroregion Pomezí Čech, Moravy a Kladska                                                                           | Чехія Польща                                                     | 1996       |
| Galicia–North Portugal Euroregion Euro-região Galiza-Norte de Portugal Eurorrexión Galicia-Norte de Portugal                            | Іспанія Португалія                                               | 2008       |
| Inntal Euroregion | Австрія Німеччина                                                | 1998       |
| Insubria euroregion Regio Insubria | Італія Швейцарія                                                 | 1995       |
| International Lake Constance conference Internationale Bodenseekonferenz                                                                | Австрія Німеччина Швейцарія                                      | 1972       |
| Ister-Granum Euroregion Ister-Granum Eurorégió                                                                                          | Угорщина Словаччина                                              | 2003       |
| Kvarken council Interreg Kvarken-MittSkandia Interreg Kvarken –MidtSkandia Interreg Merenkurkku-MittSkandia                             | Фінляндія Норвегія Швеція                                        | 1972       |
| North Calotte Council Nordkalottrådet Pohjoiskalotin neuvosto                                                                           | Фінляндія Норвегія Швеція                                        | 1971       |
| Pomoraví – Záhorie – Weinviertel euroregion                                                                                             | Австрія Чехія Словаччина                                         | 1999       |
| Pro Europa Viadrina euroregion | Німеччина Польща                                                 | 1993       |
| Pyrenees–Mediterranean Euroregion Euroregió Pirineus Mediterrània Eurorregión Pirineos Mediterráneo Eurorégion Pyrénées-Méditerranée    | Франція Іспанія                                                  | 2004       |
| Region Southern Jutland-Шлезвіг Region Sønderjylland-Schleswig                                                                          | Данія Німеччина                                                  | 1997       |
| Saar-Lorraine-Luxembourg-Rhin euroregion                                                                                                | Німеччина Франція Люксембург                                     | 1995       |
| Scheldemond euroregion Conseil de l'Estuaire de l'Escaut                                                                                | Бельгія Нідерланди                                               | 1989       |
| Sea Alps euroregion Euroregione “Alpi del Mare” Eurorégion des “Alpes de la Mer”                                                        | Франція Італія                                                   | 1990       |
| Silva Nortica euroregion Euroregion Silva Nortica / Jihočeská Silva Nortica                                                             | Австрія Чехія                                                    | 2002       |
| Торніо River Valley Council The Tornedalen Council Tornedalsrådet Tornionlaakson Neuvosto                                               | Фінляндія Швеція                                                 | 1987       |
| Tyrol–South Tyrol–Trentino Euroregion Europaregion Tirol-Südtirol-Trentino Euregione Tirolo-Alto Adige-Trentino                         | Австрія Італія                                                   | 1998       |
| TriRhena euroregion Regio TriRhena | Німеччина Франція Швейцарія                                      | 1995       |
| Siret – Prut – Nistru euroregion Regiunea Siret - Prut - Nistru                                                                         | Румунія Молдова                                                  | 2000       |
| Superior Prut and Lower Danube euroregion Euroregiunea Dunărea de Jos                                                                   | Україна Румунія Молдова                                          | 1998       |
| Via Salina euroregion Ausserfern and Kleinwalsertal/Bregenzerwald Euregio                                                               | Австрія Німеччина                                                | 1997       |
| Цугшпітце-Wetterstein-Karwendel euroregion                                                                                              | Австрія Німеччина                                                | 1998       |